# Pseudobulweria
Pseudobulweria is een geslacht van vogels uit de familie stormvogels (Procellariidae).

## Soorten
De volgende soorten zijn bij het geslacht ingedeeld:
- Pseudobulweria aterrima – Réunionstormvogel
- Pseudobulweria becki – Becks stormvogel
- Pseudobulweria macgillivrayi – Macgillivrays stormvogel
- Pseudobulweria rostrata – Tahiti-stormvogel

### Uitgestorven
- † Pseudobulweria rupinarum – Sint-Helenastormvogel